# Узбекова, Динара Галиевна
Динара Галиевна Узбекова (22 августа 1933, с. Альметьево (ныне г. Альметьевск) Татарской АССР — 13 октября 2020) — советский и российский фармаколог. Доктор медицинских наук, профессор (1985), более полувека преподавала в РязГМУ, где заведовала кафедрами фармакологии, организатор и более 20 лет бессменный куратор курсов по апитерапии. Заслуженный работник высшей школы РФ (2012).

## Биография
Родилась в селе Альметьево Татарской АССР (ныне г. Альметьевск).
Дед и прадед её служили в мечети муллами и носили фамилию Гисматуллин.
Дочь Г. А. Узбекова (1904—1974) и С. А. Шихмурзаевой. Отец её, уроженец Башкирии, в 1945 году защитил докторскую медицинскую диссертацию, а в 1947 году получил звание профессора, заведовал кафедрами биохимии Ставропольского (1946—1952) и Рязанского (1952—1972) мединститутов, и профессорствовал на последней до конца жизни. Мать была врачом-педиатром. Есть брат Марат Галиевич Узбеков.
После окончания с серебряной медалью школы в 1951 году поступила на лечебный факультет Ставропольского медицинского института, а на следующий год перевелась на 2-й курс Рязанского медицинского института им. акад. И. П. Павлова, который окончила с отличием в 1957 году.
В 1957—1959 гг. участковый врач.
С 1959 года одновременно начала работать ассистентом кафедры фармакологии альма-матер, на которой с 1968 г. доцент.
В 1978—1983 гг. заведовала Центральной научно-исследовательской лабораторией мединститута (ЦНИЛ). С 1983 г. зав. кафедрой клинической фармакологии, с 1993 г. профессор кафедры фармакологии с курсом фармации ФДПО, с 2008 г. её заведующая, а с 2010 г. — вновь профессор.
С 1994 года организовала и постоянно курирует единственные в РФ лицензированные курсы тематического усовершенствования врачей по апитерапии.
Входит в состав диссовета при университете.
Под руководством Д. Г. Узбековой подготовлено 7 кандидатских и 4 докторских диссертации.
Председатель Рязанского отделения Всероссийского общества фармакологов, член правления РязООО «Общество апитерапевтов».
Биограф Николая Павловича Кравкова, несколько десятилетий занимающаяся исследованием рода Кравковых.
Также занимается краеведением, один из авторов «Рязанской энциклопедии» и входила в её редсовет.
В 1987 году фармкомитетом разрешена для клинического применения предложенная Д. Г. Узбековой новая лекарственная форма пармидина — ректальные суппозитории.
В 1974 году защитила докторскую диссертацию «Регуляция обменных процессов головного мозга биологически активными веществами (α-токоферолом, нераболилом, глютатионом, аденозинтрифосфорной кислотой) при тироксиновой интоксикации животных».
Кандидатская диссертация — «Влияние раздельного и комбинированного применения глютаминовой кислоты и кофеина на биохимические и электроэнцефалографические показатели функции головного мозга» (рук-ль проф. А. А. Никулин).
В 2012 году присвоено почётное звание «Заслуженный работник высшей школы Российской Федерации».
В 1983 году награждена нагрудным знаком «Отличник здравоохранения».
В 2015 году отмечена благодарностью губернатора Рязанской области, а в 2013 г. — Памятным знаком губернатора Рязанской области «Благодарность от Земли Рязанской».
На проходившей в ноябре 2018 года в РязГМУ всероссийской конференции «Достижения современной фармакологической науки» профессор П. Д. Шабанов от имени Ученого совета Военно-медицинской академии им. С. М. Кирова и Санкт-Петербургского фармацевтического общества вручил Д. Г. Узбековой медаль имени академика Н. П. Кравкова «За выдающиеся успехи в экспериментальной клинической фармакологии».
В 1959 году вышла замуж; сын Владимир Лимаренко (1960 г. р.).

## Работы
Автор свыше трёхсот научных работ, в том числе на иностранных языках.
Автор учебных пособий «Задания для студентов на практических занятиях по фармакологии» (Рязань, 1967), «Некоторые вопросы традиционной медицины» (Рязань, 2001), «Рецептура» (Рязань, 2002), «Основы апитерапии» (Рязань, 2004), «History of pharmacology» (на англ. яз.) (Рязань, 2006), «Теоретические и практические основы апитерапии» (Рязань, 2010).
- Макарова В. Г., Узбекова Д. Г., Семенченко М. В., Якушева Е. Н., Рябков А. Н., Романов Б. К. // Продукты пчеловодства: биологические и фармакологические свойства, клиническое применение. — Рязань, 2000. − 127 с.
- Некоторые вопросы традиционной медицины: [фито- и апитерапия]: учебное пособие / В. Г. Макарова, К. В. Савилов, Д. Г. Узбекова и др. — Рязань: РязГМУ, 2001. — 256 с.
- Рецептура: учебное пособие / В. Г. Макарова [и др.]. — Рязань, 2002.
- Некоторые вопросы традиционной медицины: [фито- и апитерапия]: учебное пособие / В. Г. Макарова [и др.]. — 2-е изд., перераб. — Рязань: РязГМУ, 2003. — 231 с.
- Основы апитерапии: учеб. пособие для врачей, провизоров, студентов мед. вузов / В. Г. Макарова [и др.]. — Рязань: РязГМУ, 2004. — 248 с.
- Теоретические и практические основы апитерапии: монография / под ред. Д. Р. Ракиты, Н. И. Кривцова, Д. Г. Узбековой; ГОУ ВПО РязГМУ Росздрава. — Рязань: РИО РязГМУ, 2010.
- Узбекова Д. Г. Кравковы: Два поколения ученых из Рязани. — М.: Издат. дом «Вече», 2014. — 352 с.
- Академик Николай Павлович Кравков (к 150-летию со дня рождения) // Экспериментальная и клиническая фармакология, Том 78, № 3 (2015).